# Georg Michel (Politiker, 1828)
Georg August Michel (* 14. November 1828 in Reinhardshausen; † 10. Mai 1894 ebenda) war ein deutscher Landwirt und Politiker.
Michel war der Sohn des Landwirts Philipp Michel (1802–1843) und dessen Ehefrau Maria, geborene Thiele (1804–1876). Er heiratete am 11. Januar 1852 in Reinhardshausen Johanne Luise Albus (* 1832) aus Albertshausen. Michel war Landwirt in Reinhardshausen, wo er auch von 1855 bis 1873 und erneut von 1879 bis 1891 Bürgermeister war. Von 1859 bis 1863 und erneut von 1866 bis 1869 war er Abgeordneter im Landtag des Fürstentums Waldeck-Pyrmont. Er wurde im Wahlkreis Kreis der Eder gewählt.